# Sèrie A3xx d'Airbus
La sèrie A3xx d'Airbus descriu la sèrie d'avions comercials de la companyia Airbus derivats en les versions de model A3xx. És similar a la sèrie de la principal competència Boeing 7x7.

## Avions
La flota compren de 9 models principals en la sèrie A3xx dels quals 4 són Airbus A320. L'últim model és el A350.
A300 i A310: avió comercial de passatgers amb fuselatge ample i propulsió bimotor i dissenyat per a rutes d'abast curt o mitjà. Va ser el primer avió produït per Airbus realitzant el primer vol el 28 d'octubre del 1972. Es va dissenyar amb la tecnologia més avançada del moment, permetent oferir un producte competitiu enfornt dels models de companyies americanes. Es va deixar de produir, conjuntament amb l'Airbus A310, el juliol de 2007.
A320: Un conjunt de quatre models d'avions de fuselatge estret i ales baixes fabricats per Airbus per a trajectes de curta i mitjana distància. El model inicial, l'A320, ha servit de base per a la resta de la família. El nom de cada variant en reflecteix la mida: l'A318 i l'A319 són una mica més curts que l'A320, mentre que l'A321 és una mica més llarg.
A330 i A340: És un avió comercial d'Airbus, de gran capacitat i abast mitjà-llarg. El seu desenvolupament va ser paral·lel al de l'Airbus A340. Airbus va intentar amb aquest avió competir en el mercat dels bireactors de llarg abast, que estava dominat pels Boeing 767 i Boeing 777. El Boeing 757 també pertany a aquest sector però no té gaire abast.
A380: És un avió de passatgers de dos pisos, fuselatge ample i quatre motors fabricat per Airbus S.A.S. L'avió de passatgers més gran del món, l'A380, va realitzar el seu primer vol el 27 d'abril de 2005 des de Tolosa de Llenguadoc, França, i el seu primer vol comercial el 25 d'octubre de 2007 des de Singapur fins a Sydney amb Singapore Airlines. L'avió va ser anomenat Airbus 3XX durant gran part de la fase de desenvolupament, però finalment se li ha associat el sobrenom Superjumbo.
A350: És una família d'avions de fuselatge ample de llarg abast i de mida mitjana actualment en fase de desenvolupament, dissenyada per a competir amb el Boeing 777 i el Boeing 787. També competirà amb altres models Airbus com l'A330 que és de menor mida i l'A340, ja que no està previst finalitzar la producció d'aquests models tot i que aquest últim ja no preveu noves ordres de compra.

### Sèries
- Airbus A300
- Airbus A310
- Airbus A320 (A318, A319, A320 és A321)
- Airbus A330
- Airbus A340
- Airbus A380

### En desenvolupament/Preproducció
- Airbus A350

## Galeria

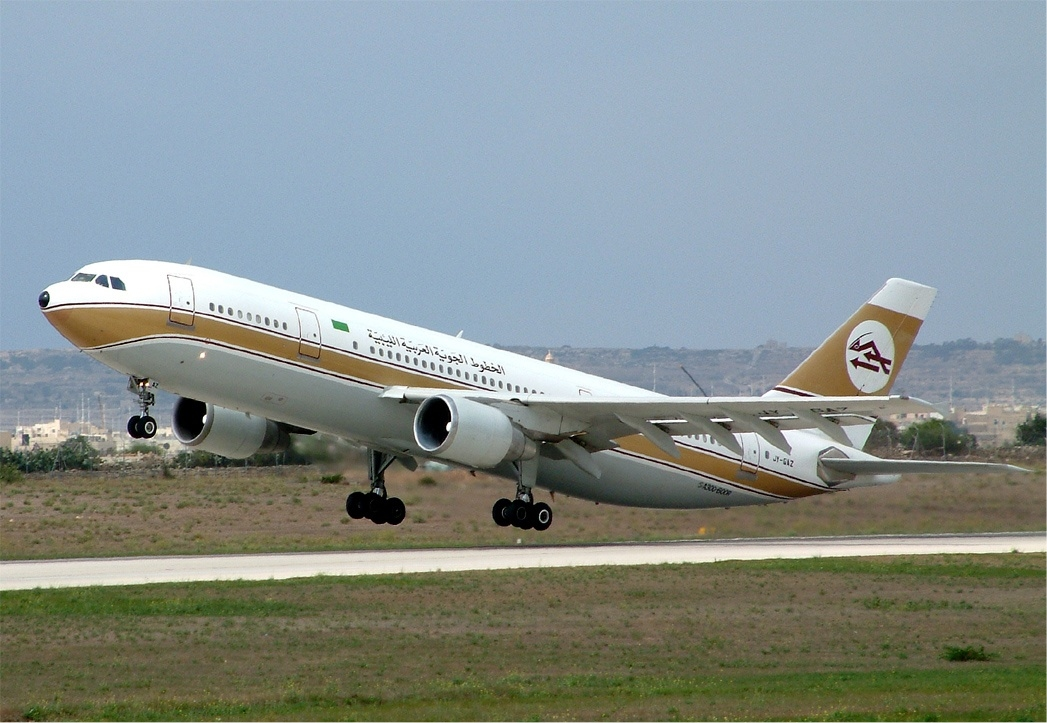
Airbus A300
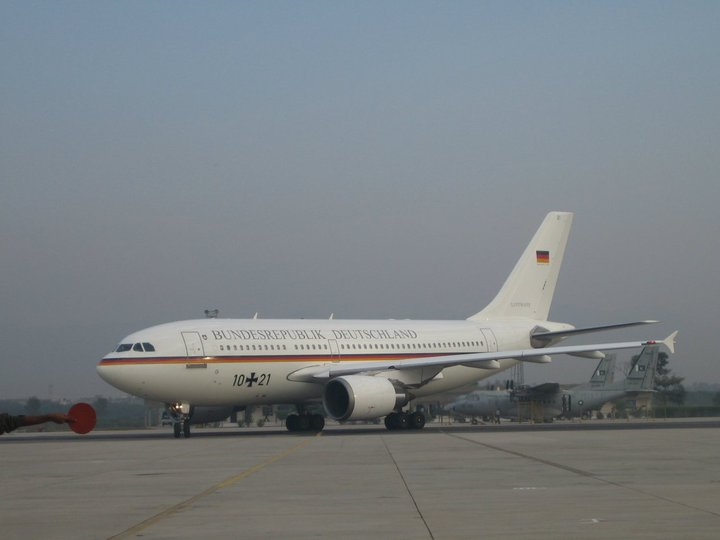
Airbus A310
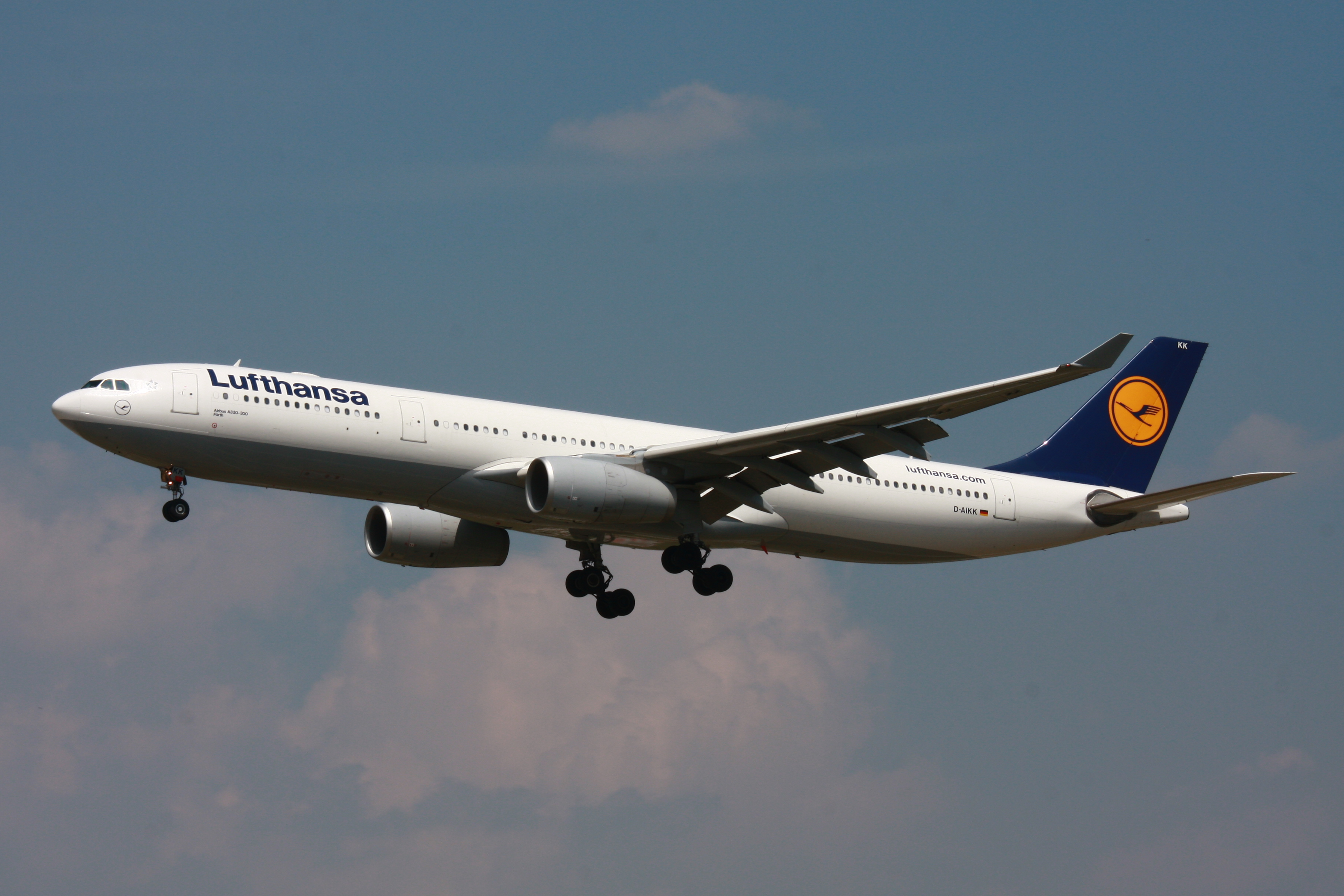
Airbus A330
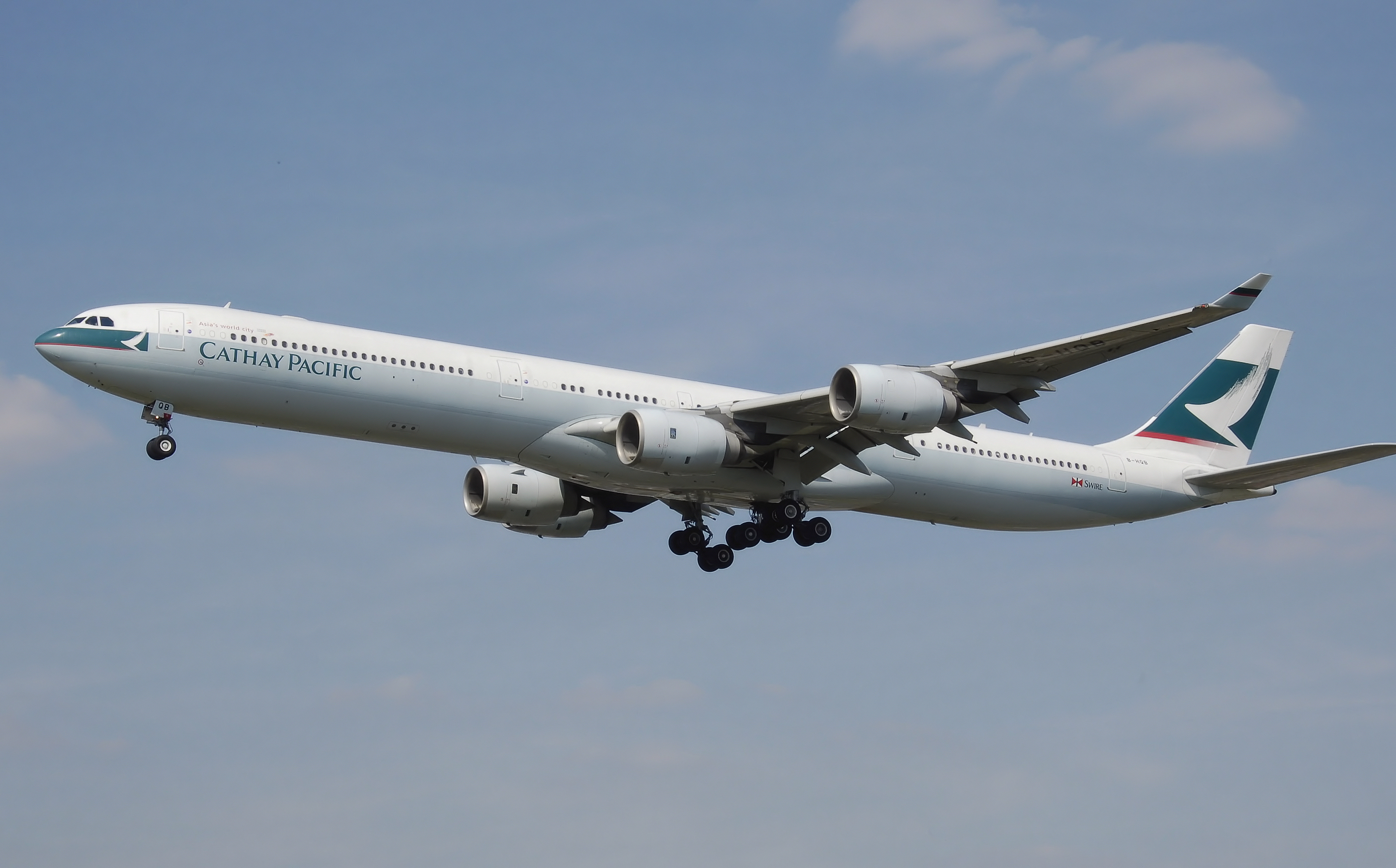
Airbus A340
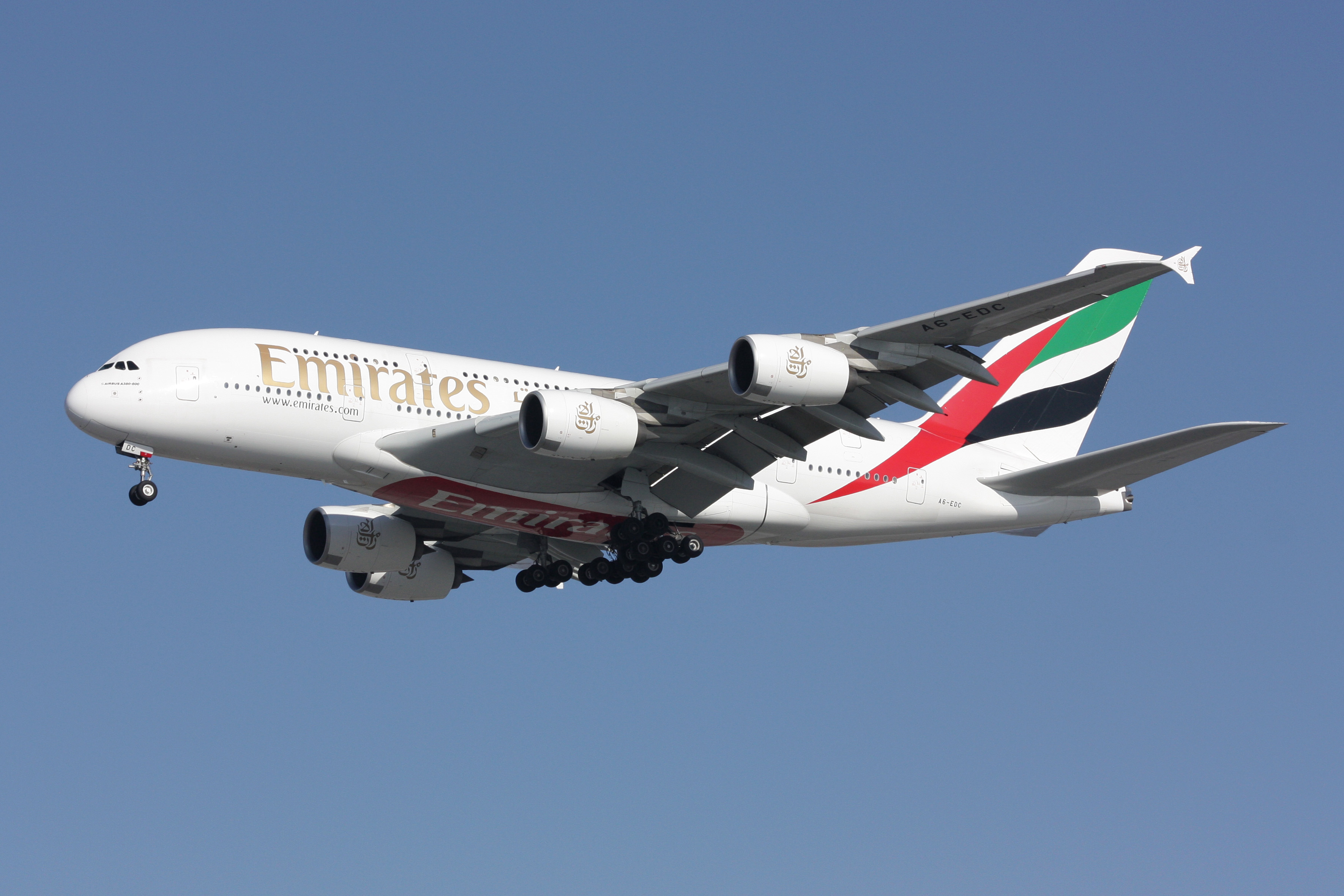
Airbus A380

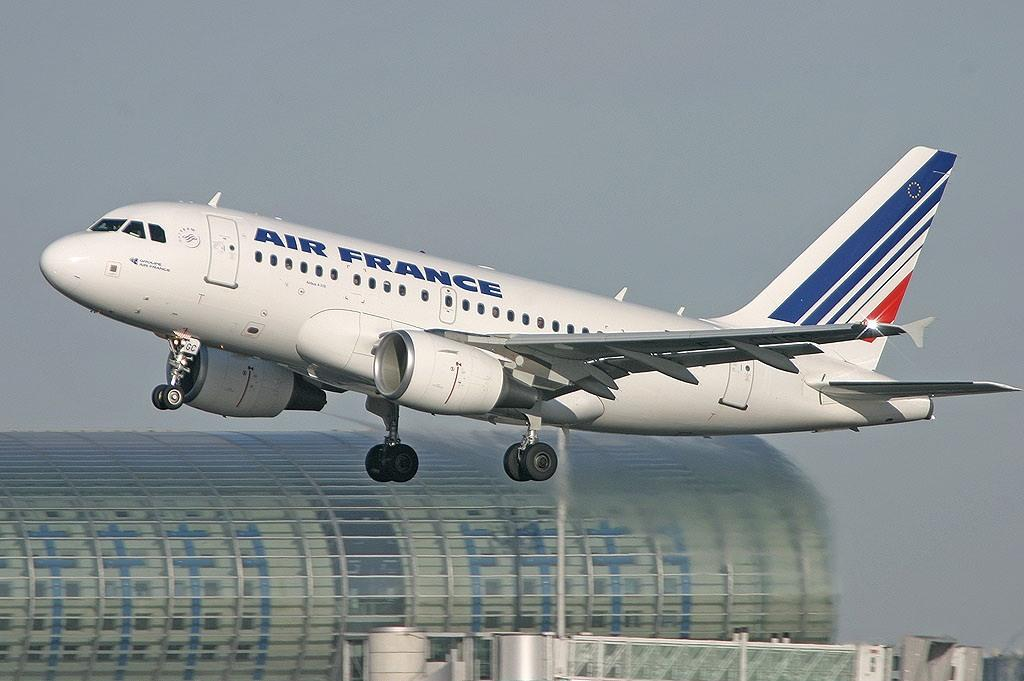
Airbus A318
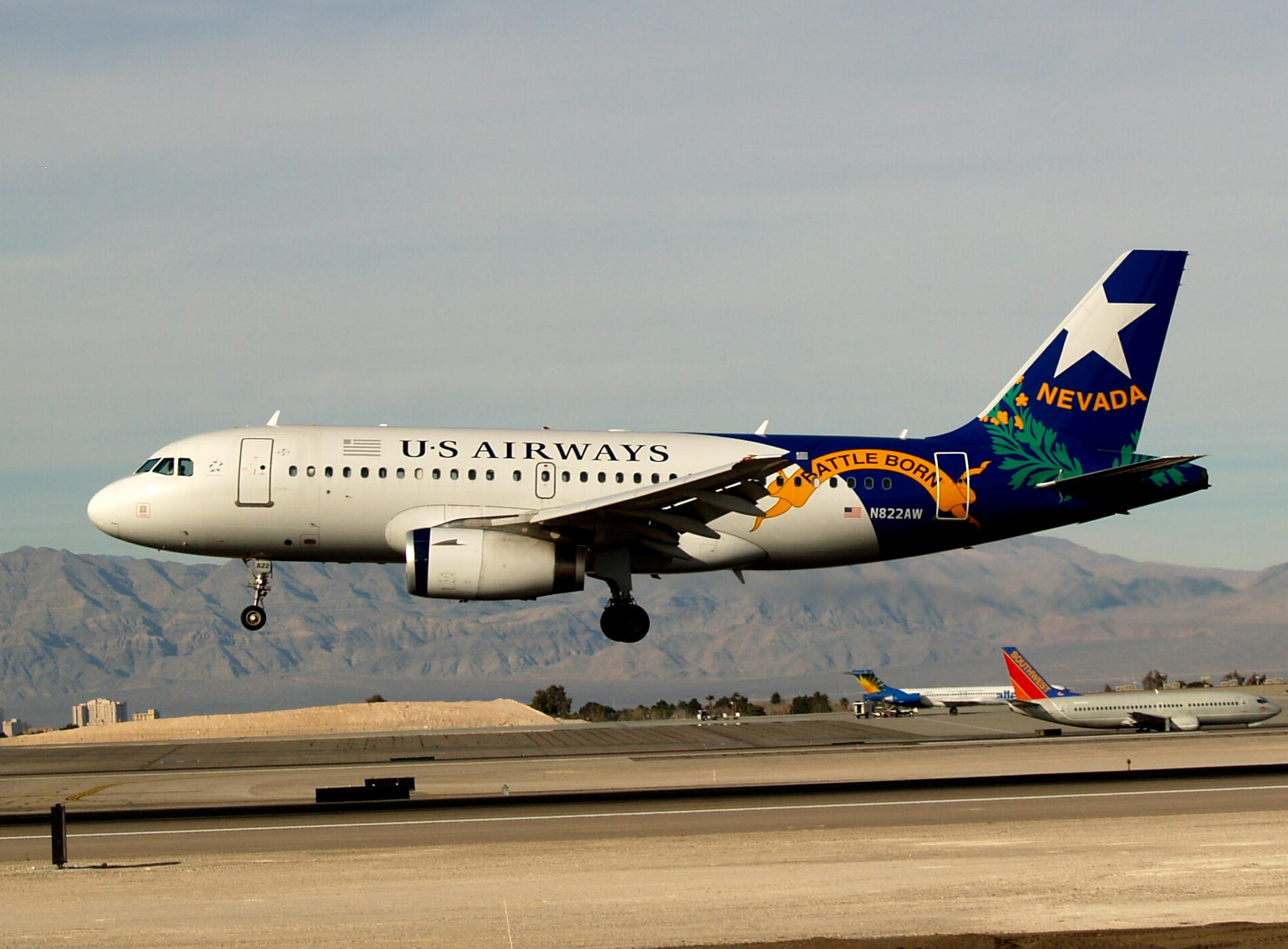
Airbus A319
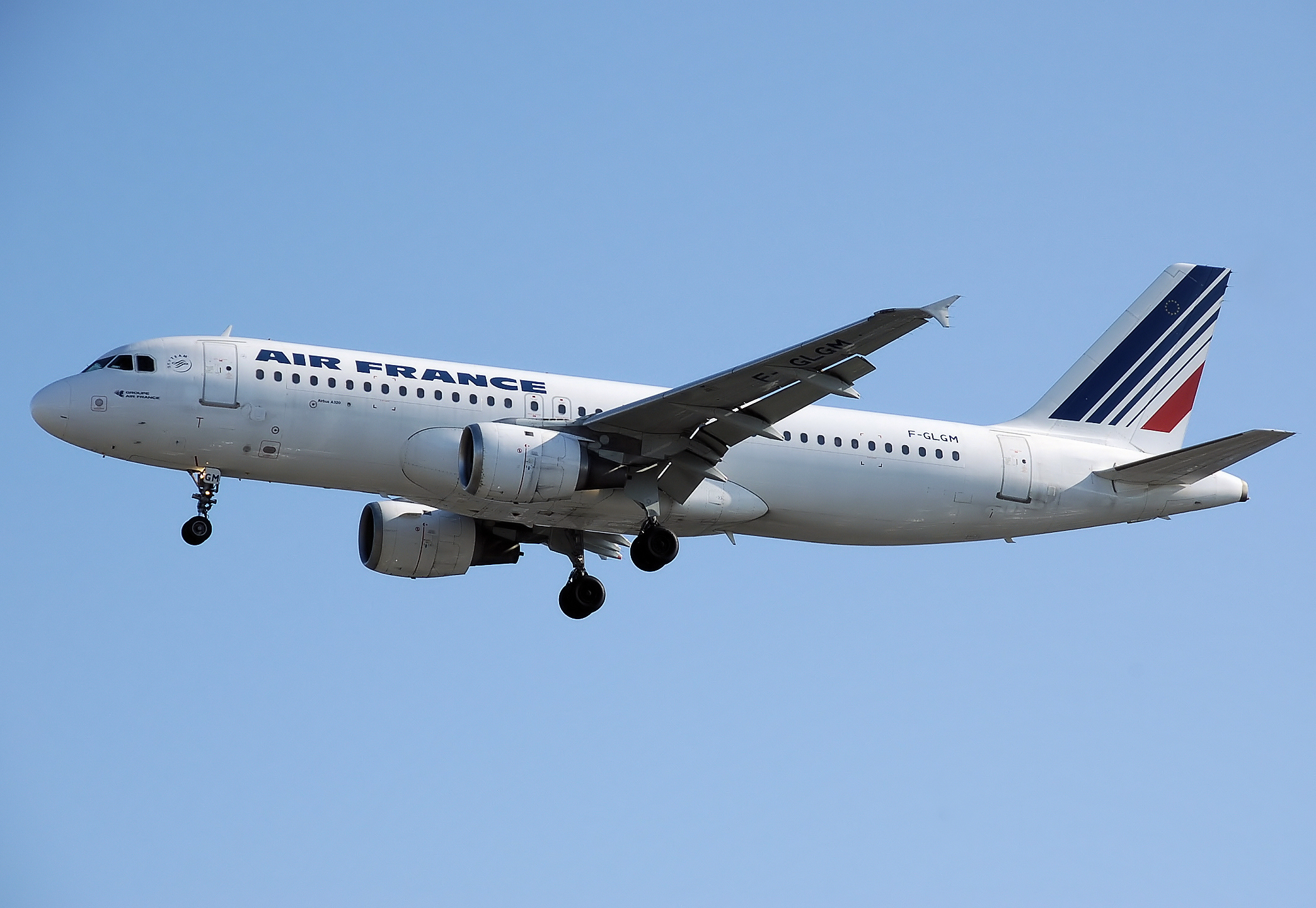
Airbus A320
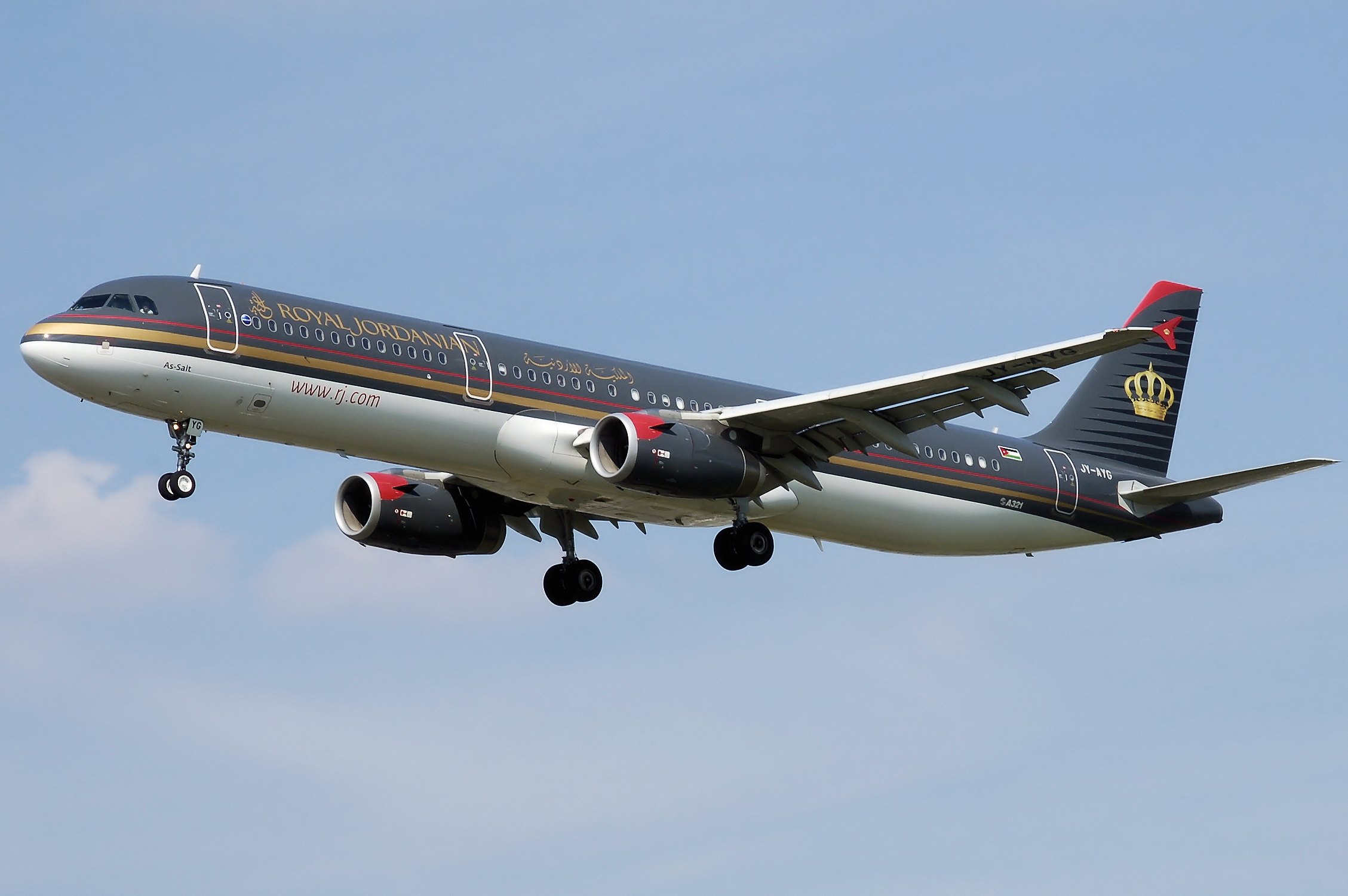
Airbus A321

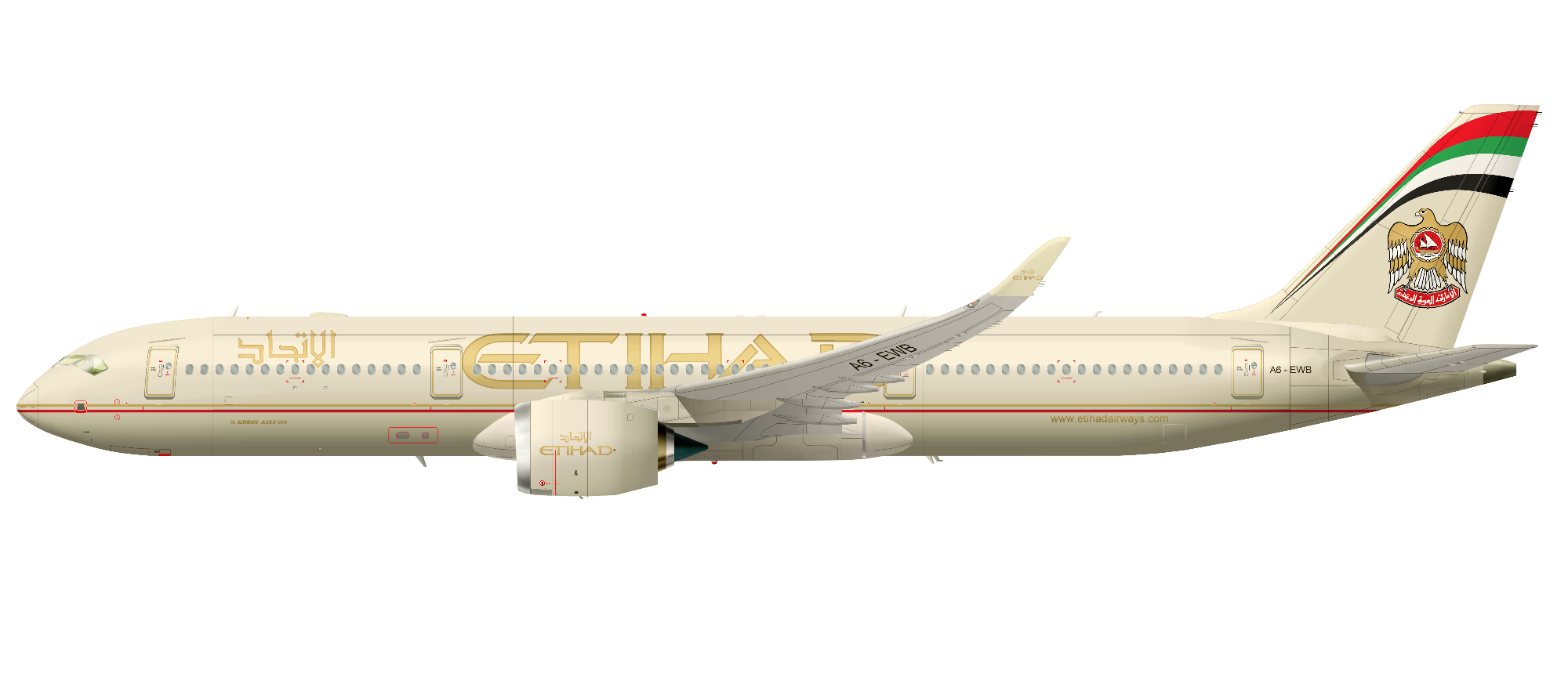
Airbus A350 (il·lustració)